# Стефаненко, Андрей Яковлевич
Андрей Яковлевич Стефане́нко (1900 — 1957) — советский белорусский геолог и гидролог.

## Биография
Родился 13 октября 1900 года в деревне Кривелицк (ныне Краснопольский район (Могилёвская область), Беларусь). Окончил БГУ (1927), МГРИ имени С. Орджоникидзе (1932). Кандидат геолого-минералогических наук (1947). С 1948 года — старший научный сотрудник, с 1950 года — заместитель директора института геологических наук АН БССР.
В 1932—1941 годах провел гидрогеологические изыскания и поиски полезных ископаемых в СССР (Каракумы, Кавказ, Дальний Восток и др.), в пустыне Гоби).
Трижды командировался в Монголию для работы в геологической экспедиции. В 1933—1935 и 1937—1939 гг. занимался решением проблем водоснабжения отдельных предприятий Улан-Батора, южных и восточных аймаков Монголии. В 1943—1945 гг.участвовал в проведении специально геолого-гидрогеологической съёмки в процессе которой открыл крупное месторождение вольфрамита Барун-Цогт на востоке страны. Внес существенный вклад в познание закономерностей распространения и формирования подземных вод Юго-Восточной Монголии. Внесен в энциклопедию знаменитых людей Монголии. Почетный житель города Улан-Батор.
В Белоруссии исследовал глубинную геологию, подземные воды и минерально-сырьевые ресурсы.
Умер 20 июля 1957 года в поезде Минск-Москва от последствий малярии, которой заболел в свою первую поездку в Монголию.

### Семья
В Минске проживает правнучка, Минеева И. В., д.х.н., профессор кафедры органической химии БГУ.

## Награды и премии
- Сталинская премия третьей степени (1951) — за открытие и промышленное освоение месторождений полезных ископаемых (месторождение касситерита в Монголии)
- орден Трудового Красного Знамени
- медали